# Retablo de la Transfiguración (Perugino)

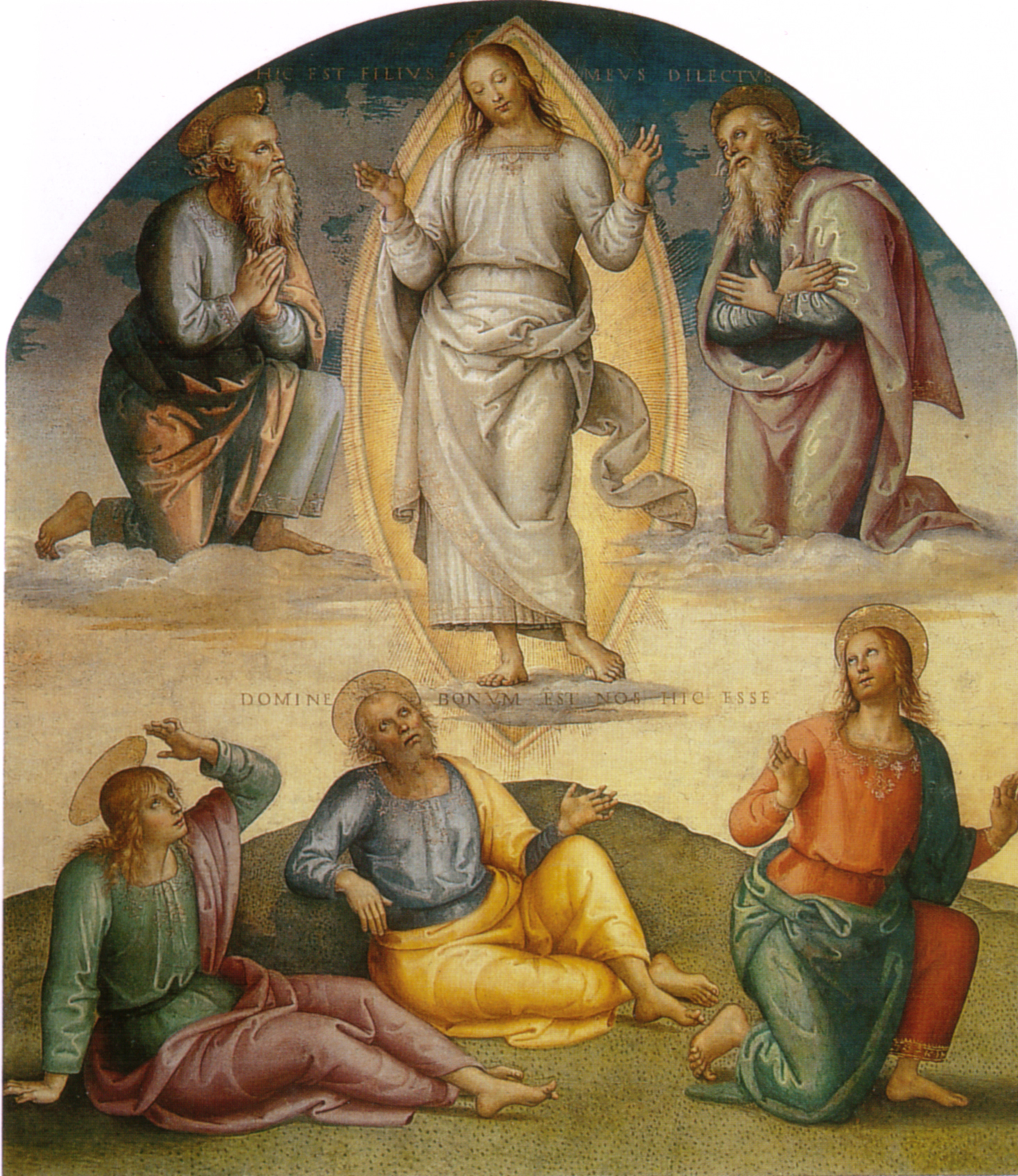
Transfiguration, Collegio del Cambio, Pérouse

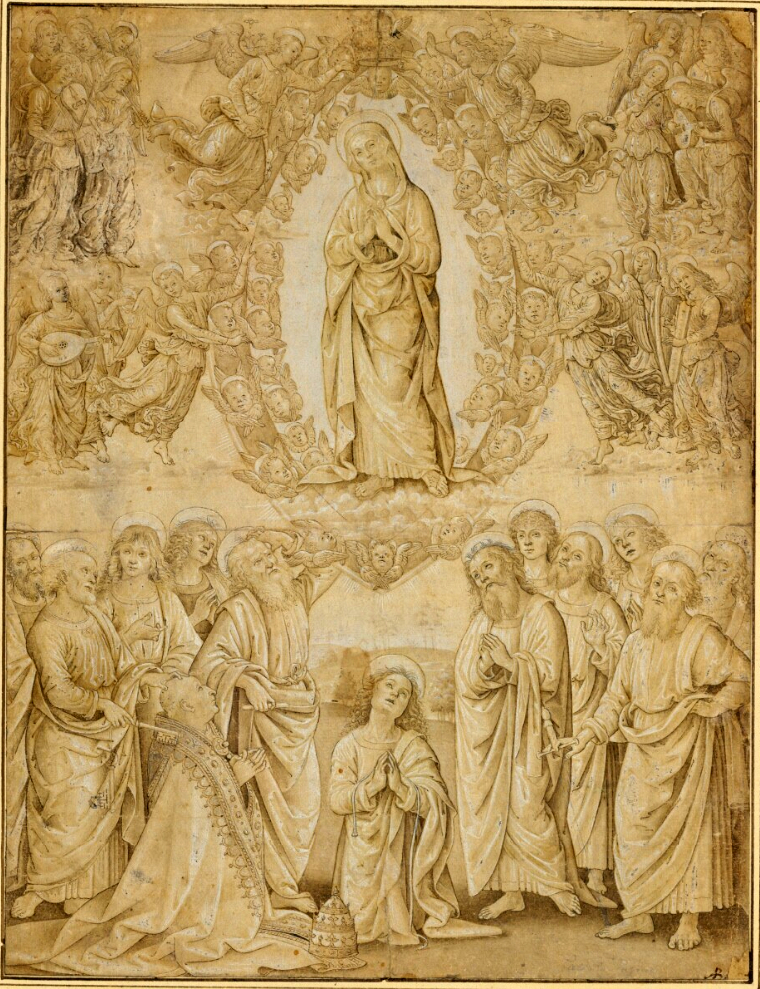
Drawing by Pinturicchio of Perugino's lost Assumption in the Sistine Chapel.

El Retablo de la Transfiguración es un retablo de la Transfiguración de Jesús de Perugino, que data de 1517 y que se encuentra en la Galleria Nazionale dell'Umbria en Perugia.
Probablemente fue realizado para la iglesia de Santa Maria dei Servi de Perugia, donde permaneció hasta 1542. Esta iglesia era una de las más notables de la ciudad y albergaba las capillas de la familia Baglioni y de otras familias notables de la ciudad. Fue demolida en la década de 1540 para dar paso al foso de la Rocca Paolina y los  Servitas se trasladaron a la iglesia de Santa Maria Nuova con su gran colección de obras de arte, entre ellas la Transfiguración, que fue trasladada a la capilla Graziani de esa iglesia, donde permaneció hasta su traslado a su actual sede en 1863.
El registro superior muestra a Cristo de pie sobre una nube en una pose de contrapposto dentro de una doble mandorla y un anillo de serafines. A su lado están Moisés y Elías, arrodillados sobre la misma nube. En el registro inferior están los apóstoles Juan (arrodillado), Pedro y Santiago (a la derecha). En el fondo hay un paisaje. La composición retoma en gran medida los dibujos existentes realizados por Perugino, con los dos registros y la mandorla utilizados originalmente en su ya perdida Asunción de la Capilla Sixtina. También está directamente influenciada por su fresco de la Transfiguración del Colegio del Cambio, en la Sala de las Ubias del Colegio del Cambio, también en Perugia.